# Аки Каурисмеки
Аки Олави Каурисмеки (на фински: Aki Olavi Kaurismäki, произношение) е най-известният съвременен финландски кинорежисьор. Филмите му обикновено са по собствени сценарии и продуцирани от създадената от него самия компания Sputnik Oy. Едно от най-успешните му заглавия е „Мъжът без минало“, награден с Голямата награда на филмовия фестивал в Кан през 2002 година.
Автор на филми за групата „Ленинград каубойс“.
По-малък брат на Мика Каурисмеки, също режисьор.

## Игрални филми
- Rikos ja rangaistus („Престъпление и наказание“), 1983
- Calamari Union („Калмарската уния“), 1985
- Varjoja paratiisissa („Сенки в Рая“), 1986
- Hamlet liikemaailmassa („Хамлет се захваща с бизнес“), 1987
- Ariel („Ариел“), 1988
- Likaiset kädet, 1989 (телевизионен)
- Leningrad Cowboys Go America („Ленинград каубойс“ в Щатите“), 1989
- Tulitikkutehtaan tyttö („Момичето от кибритената фабрика“), 1990
- I Hired a Contract Killer („Ангажирах наемен убиец“), 1990
- Boheemielämää („Живот на бохеми“), 1992
- Pidä huivista kiinni, Tatjana („Внимавай за шала си, Татяна“), 1994
- Leningrad Cowboys Meet Moses („Ленинград каубойс“ се срещат с Мойсей“), 1994
- Kauas pilvet karkaavat („Плаващи облаци“), 1996
- Juha („Юха“), 1999
- Mies vailla menneisyyttä („Мъжът без минало“), 2002
- Laitakaupungin valot („Светлини в здрача“), 2006